# Botha's leeuwerik
Botha's leeuwerik (Spizocorys fringillaris) is een zangvogel uit de familie Alaudidae (leeuweriken). Het is een bedreigde endemische vogelsoort in Zuid-Afrika. De Afrikaanse naam is vaalrivierlewerik. De soort werd in 1850 door de Zweedse dierkundige Carl Jakob Sundevall geldig beschreven als Alauda fringillaris. Echter, in 1902 werd de vogel (abusievelijk) nogmaals als nieuwe soort Botha difficilis beschreven, vernoemd naar de Zuid-Afrikaanse generaal en later president Louis Botha.

## Kenmerken
De vogel is 12 tot 13 cm lang. Het is een relatief kleine leeuwerik met een roze tot vleeskleurige, korte snavel. Van boven is de vogel opvallend donker gestreept. Opvallend is de witte keel, daaronder lichte streping op de borst en een lichte roomkleurige buik. Verder een lichte, roomkleurige wenkbrauwstreep en daarboven de donker gestreepte kruin. De poten zijn licht roze.

## Verspreiding en leefgebied
Deze soort is endemisch in noordoostelijk Zuid-Afrika. De leefgebieden liggen voornamelijk in de provincie Mpumalanga en het oostelijk deel van de provincie Vrijstaat, waar de vogels voorkomen in intensief begraasde, natuurlijke graslanden op hoogvlakten op 1200 tot 1500 meter boven zeeniveau.

## Status
Botha's leeuwerik heeft een beperkt verspreidingsgebied en daardoor is de kans op uitsterven aanwezig. De grootte van de populatie werd in 2016 door BirdLife International geschat op 1000 tot 2500 volwassen individuen en de populatie-aantallen nemen af door habitatverlies. Het leefgebied wordt aangetast door houtteelt en andere vormen van intensieve landbouw en verder de exploitatie van kolen- en gasvoorraden. Om deze redenen staat deze soort als bedreigd op de Rode Lijst van de IUCN.